# Метод перебора
Метод перебора (метод равномерного поиска, перебор по сетке) — простейший из методов поиска значений действительно-значных функций по какому-либо из критериев сравнения (на максимум, на минимум, на определённую константу). Применительно к экстремальным задачам является примером прямого метода условной одномерной пассивной оптимизации.

## Описание
Проиллюстрируем суть метода равномерного поиска посредством рассмотрения задачи нахождения минимума.
Пусть задана функция {\displaystyle f(x):\;[a,\;b]\to \mathbb {R} }.
И задача оптимизации выглядит так: {\displaystyle f(x)\to \min _{x\in [a,\;b]}}.
Пусть также задано число наблюдений {\displaystyle n}.
Тогда отрезок {\displaystyle \left[a,b\right]} разбивают на {\displaystyle (n+1)} равных частей точками деления:
{\displaystyle x_{i}=a+i{\frac {\left(b-a\right)}{(n+1)}},\quad i=1,\ldots ,n}
Вычислив значения {\displaystyle F\left(x\right)} в точках {\displaystyle x_{i},\;i=1,\ldots ,n}, найдем путём сравнения точку {\displaystyle x_{m}}, где {\displaystyle m} — это число от {\displaystyle 1} до {\displaystyle n} такую, что
{\displaystyle F\left(x_{m}\right)=\min F\left(x_{i}\right)} для всех {\displaystyle i} от {\displaystyle 1} до {\displaystyle n}.
Тогда интервал неопределённости составляет величину {\displaystyle 2{\frac {\left(b-a\right)}{(n+1)}}}, а погрешность определения точки минимума {\displaystyle x_{m}} функции {\displaystyle F\left(x\right)} соответственно составляет :{\displaystyle \varepsilon ={\frac {\left(b-a\right)}{n+1}}}.

## Модификация
Если заданное количество измерений чётно ({\displaystyle n=2k}), то разбиение можно проводить другим, более изощрённым способом:
{\displaystyle x_{2i}=a+{\frac {(b-a)}{(n/2+1)}}2i,\quad i=1,\ldots ,n/2}
{\displaystyle x_{2i-1}=x_{2i}-\delta }, где {\displaystyle \delta } — некая константа из интервала {\displaystyle \left(0,\;{\frac {(b-a)}{(n/2+1)}}\right)}.
Тогда в худшем случае интервал неопределённости имеет длину {\displaystyle {\frac {(b-a)}{(n/2+1)}}+\delta }.

## Комбинаторика
Метод перебора является одним из простейших методов комбинаторики. 